# Лоїс Маршалл
Лоїс Маршалл CC (англ. Lois Marshall; 29 січня 1924, Торонто — 19 лютого  1997, там же) — канадська оперна співачка, сопрано.

## Творча кар'єра
Вчилася у Уелдона Кілберна, що став потім її акомпаніатором (до 1971 року), а в 1968 р. і чоловіком, а також у Еммі Хайм. У 1947 р. дебютувала в «Пристрасті за Матвієм» Йоганна Себастьяна Баха під керуванням Ернеста Макміллана. В 1950 стала переможницею конкурсу «Завтрашні зірки вокалу» (англ. Singing Stars of Tomorrow) і отримала Ітонську стипендію, що присуджується кращим випускникам Вищої школи Королівська музична консерваторія. У цьому ж році дебютувала у Вашингтоні, виступивши з Національним симфонічним оркестром Національним симфонічним оркестром на святах на честь 150-річчя міста.
У 1952 р. виграла Наумбургівський конкурс Наумбургівський конкурс молодих виконавців і як лауреат виступила з концертом в Нью-Йорку, після чого Артуро Тосканіні запросив Маршалл співати в його постановці Урочиста меса (Бетховен) Урочистої меси Бетховен, Людвіг ван Бетховена (прем'єра 28 березня 1953). У цьому року з Леопольдом Стоковским Маршалл бере участь у прем'єрному виконанні Cantiones mysticae No. 1 Годфрі Рідаута в «Карнегі-холле». У 1955 році вона виконує Дев'ята симфонія (Бетховен) Дев'яту симфонію Бетховена з Оркестр Міннесоти Міннеаполіським симфонічним оркестром.
Слідом за цим Маршалл зробила широку міжнародну кар'єру, що почалася в 1956 р. з британських гастролей з Королівський філармонічний оркестр Королівським філармонічним оркестром під керівництвом Томас Бічем разом Томаса Бічема з Бічем Маршалл брала участь у записі Моцарта «Викрадення з сералю») і ораторії Генделя «Соломон». Гастролювала в СРСР (1958, одна з перших іноземних виконавиць, що здійснили турне по Радянському Союзу; у тому ж році Апрелевським заводом була випущена 8-дюймова платівка з аріями і піснями у її виконанні (Д-004792-3), в 1962 виступала у Великій залі Московської державної консерваторії), Австралії, Нової Зеландії (1960) та інших країнах, не кажучи вже про США, де, зокрема, Сару Колдуелл ] в 1959—1960 мм. спеціально для неї поставила в Бостонській опері «Туга» і «Богему». В цілому, проте, Маршалл віддавала перевагу камерному і концертному репертуару — частково через перенесений у дворічному віці поліомієліт, а наслідки якого позначалися все життя.
Маршалл часто виступала на батьківщині з провідними канадськими музичними колективами та виконавцями. Так, на Стратфордському фестивалі 1962 року вона виконувала Das Marienleben Хіндеміту з Гленном Гульдом, а пізніше того ж року вони разом брали участь у телепередачі, присвяченій Ріхарду Штраусу. Твори Р. Штрауса вона виконувала також з Торонтським симфонічним оркестром.
З 1970-х років Маршалл виступає як меццо-сопрано, що дозволило їй включити до свого репертуару французьку оперну музику. Провівши в 1981—82 роках прощальне турне Канадою, вона продовжувала і після цього періодично з'являтися в концертах і рециталах. У 1985 році вона була художнім директором фестивалю TriBach в Едмонтоні. З 1986 р. Маршалл викладала на музичному факультеті Торонтського університету. Померла 1997 року.

## Нагороди
- Національна музична премія Альберти (1962)
- Медаль Століття Канади (1967)
- Компаньйон Ордена Канади (1968)
- Медаль Рада Канади з музики (1972)
- Медаль за видатні заслуги Ради Онтаріо з мистецтва (1973)
- Премія Молсона (1980)
- Орден Онтаріо (1993)